# Menhir de Freydefond

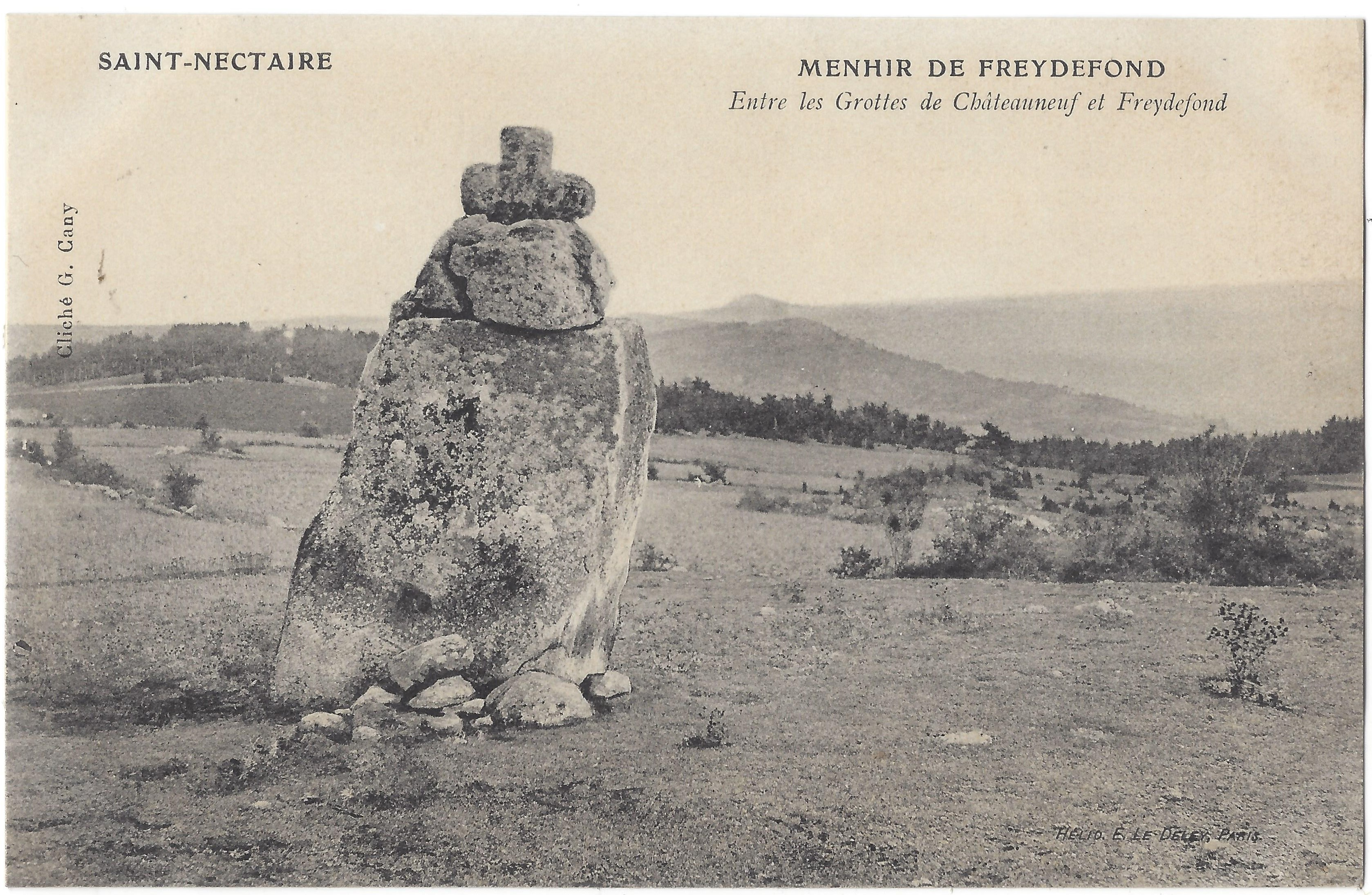
Menhir de Freydefond vers 1900, avec sa croix.

Le menhir de Freydefond est situé à  Saint-Nectaire dans le département du Puy-de-Dôme.

## Description
De section quadrangulaire, le menhir se présente comme un parallélépipède pratiquement aussi large que haut. Il mesure 1,65 m dans sa plus grande hauteur pour 1,60 m de largeur au maximum. Son sommet est plat (0,76 m par 0,30 m). Il est constitué d'un bloc de granite extrait d'un gisement situé à environ 700 m plus bas sur le plateau. Il fut longtemps surmonté d'un bloc de basalte percé d'un trou central où était fixée une croix, qui fut détruite lors de la Révolution française, puis remise en place avant d'être dérobée.